# Apogonia palawana
Apogonia palawana är en skalbaggsart som beskrevs av Heller 1896. Apogonia palawana ingår i släktet Apogonia och familjen Melolonthidae. Inga underarter finns listade i Catalogue of Life.